# Эт-Тавахин
Эт-Тавахин (араб. الطواحين‎) — небольшой город на западе Сирии, расположенный на территории мухафазы Тартус. Входит в состав района Банияс. Является центром одноимённой нахии.

## Географическое положение
Город находится в северо-восточной части мухафазы, на западных склонах хребта Ансария, на высоте 827 метров над уровнем моря.
Эт-Тавахин расположен на расстоянии приблизительно 37 километров к северо-востоку от Тартуса, административного центра провинции и на расстоянии 174 километров к северо-северо-западу (NNW) от Дамаска, столицы страны.

## Население
По данным официальной переписи 2004 года численность населения города составляла 2238 человек (1098 мужчин и 1140 женщин). Насчитывалось 443 домохозяйства. В конфессиональном составе населения преобладают алавиты.

## Транспорт
Ближайший гражданский аэропорт — Международный аэропорт имени Басиля Аль-Асада.